# David Htan
David Htan (* 13. Mai 1990 im Kachin-Staat) ist ein myanmarischer Fußballspieler.

## Karriere

### Verein
Seinen ersten Vertrag unterschrieb David Htan 2009 bei Yangon United. Der Club aus Rangun spielte in der ersten Liga, der Myanmar National League. Bis Mitte 2018 absolvierte er für den Club 264 Erstligaspiele. 2011, 2012, 2013 und 2015 wurde er mit dem Club Meister seines Landes. 2011 gewann er mit dem Club den General Aung San Shield als man im Finale den Nay Pyi Taw FC 5:0 besiegte. Den MFF Charity Cup gewann er 2012 und 2014. Im Juni 2018 verließ er Yangon United. Ligakonkurrent Shan United nahm ihn unter Vertrag. Mit dem Club aus Taunggyi wurde er 2019 Meister. Im Finale des MFF Charity Cup gewann er mit 4:3 im Elfmeterschießen gegen seinen ehemaligen Verein Yangon United.

### Nationalmannschaft
Seit 2012 ist er fester Bestandteil der myanmarischen Nationalmannschaft. Bisher spielte er 64 Mal für sein Land.

## Erfolge
Yangon United
- Myanmar National League

Meister: 2011, 2012, 2013, 2015
Vizemeister: 2014, 2016, 2017
- General Aung San Shield

Sieger: 2011
Finalist: 2016, 2017
- MFF Charity Cup

Sieger: 2013, 2016
Finalist: 2012, 2014
Shan United
- Myanmar National League

Meister:  2019
- MFF Charity Cup

Sieger: 2019